# 官方任天堂杂志
《官方任天堂杂志》（英語：Official Nintendo Magazine，简称）是英国和澳大利亚的电子游戏杂志，内容涵盖任天堂游戏机平台任天堂DS、任天堂3DS、Wii和Wii U。
杂志最初由EMAP以《任天堂杂志系统》（Nintendo Magazine System）名义出版，杂志最早涵盖FC、超级任天堂和Game Boy平台，后来改名为《任天堂杂志》（Nintendo Magazine），之后又改名《任天堂官方杂志》（Nintendo Official Magazine），不久又改名《任天堂官方杂志英国》（Nintendo Official Magazine UK）。EMAP以这些名义发行杂志12年，后来将杂志权利售给现出版商Future plc。
Future plc接手后的首刊发行于2006年2月16日。澳大利亚版是《任天堂杂志系统》的分支，不应和英国版刊物混淆。

## 脚注
1. ↑  . ds-x2.com.   [2007-12-01]. （原始内容存档于2007-11-13）.